# Pomnik Dietricha Bonhoeffera we Wrocławiu
Pomnik Dietricha Bonhoeffera we Wrocławiu – pomnik ewangelickiego pastora i antyfaszysty niemieckiego Dietricha Bonhoeffera we Wrocławiu, przy kościele św. Elżbiety.
Jest to replika pomnika, którego autorem jest berliński rzeźbiarz Karl Biedermann, wzniesionego przy kościele Zionskirche w Berlinie. Polski odpowiednik tego pomnika został odsłonięty we Wrocławiu, mieście rodzinnym Bonhoeffera, 24 kwietnia 1999 r. przed kościołem św. Elżbiety (w latach 1525–1945 był to główny kościół ewangelicki Wrocławia i Śląska). Pomnik ma kształt antropomorfizowanego krzyża – symbolu ludzkiego cierpienia i zwycięstwa, złączonego z krzyżem Chrystusa. Przed pomnikiem znajdują się dwie tablice dedykacyjne w języku polskim i niemieckim.